# 아프가니스탄 아프가니
아프가니(파슈토어: افغانۍ, 페르시아어: افغانی) (기호: ؋; 부호: AFN)는 아프가니스탄의 통화이다. 1 아프가니는 100 "풀" (pul, پول)로 나뉜다.

## 역사

### 1925-2002
첫 번째 아프가니(ISO 4217 부호: AFA)는 아프가니스탄 루피를 대체하면서 1925년에 도입되었다. 1 아프가니는 100 풀로만 나뉠 뿐 아니라, 20 아프가니는 1 "아마니"(amani)와 같았다. 루피와의 환시세는 마지막 루피 동전과 첫 번째 아프가니 동전의 은 함유량에 논거를 두어, 이따금 1 아프가니 = 1.1 루피로 언급되었다. 아프가니는 처음에는 은 9그램을 함유했었다.
1936년, 아프가니는 4 아프가니 = 1 인도 루피로 고정되었다. 1940년부터, 아프가니는 다음과 같은 비율로 고정되었다.
1979년에서 1982년 사이와 1992년부터, 아프가니의 가치는 올라갔다.
미국의 아프가니스탄 침공 전에, 군사령관, 정당, 외세와 위조범이 표준화 또는 일련 번호 인수와 상관없이, 각각 그들만의 아프가니 지폐를 만들었다.
1996년 12월, 탈레반이 아프가니스탄의 공공 기관을 지배한 지 얼마 안 있은 후, 탈레반의 중앙은행 의장인 에산눌라 에산(Ehsanullah Ehsan)은 유통되고 있는 대부분의 아프가니 지폐는 가치 없게 될 것이라고 (대략 100조 아프가니) 선언했다. 그리고 그는 1992년부터 화폐를 인쇄했었던 러시아의 상사와의 계약을 취소했다. 에산은 북쪽의 타카르 주(Takhar province)의 내쫓긴 대통령 부르하누딘 랍바니에게 새 아프가니 지폐의 탁송 화물을 보낸 상사를 비난했다. 에산의 발표 당시의 환율은 1 미국 달러당 21,000 아프가니였다. 아프가니스탄 북부 동맹군은 그때 카불의 시장에서 절반 값으로 팔린 지폐를 러시아에서 생산하였다.
2000년 4월, 아프가니는 1 USD당 6400 AFA에 거래되었다. 2002년, 아프가니는 1 USD당 43,000 AFA에 거래되었다.

### 2002-2021
2002년, 아프가니가 리디노미네이션 되었고 새로운 ISO 4217 코드 AFN을 받았다. 보조단위는 발행되지 않았다. 두 번째 아프가니는 이전의 아프가니를 2개의 전혀 다른 비율로 대체했다. 두 번째 아프가니는 이전의 아프가니를 2개의 전혀 다른 비율로 대체했다. 대통령 부르하누딘 랍바니 정부의 발행은 구 1000 아프가니 = 1 새 아프가니의 비율로 대체되었고 압둘 라시드 도스툼(아프가니스탄 북부 동맹군)의 발행은 구 2000 아프가니 = 1 새 아프가니의 비율로 대체되었다. 새 아프가니화는 1 미국 달러당 43 아프가니의 비율의 가치를 가지고 있다. 아프가니를 재발행에 앞서, 15조 아프가니 이상이 탈레반의 지배 아래 제멋대로 인쇄되고 전쟁 중과 점유한 후 유통되고 있었다.
2003/04년의 마지막 4분기 동안 가치가 하락한 후, 2004년 3월 말에서 2004년 7월 말 사이에 아프가니는 끊임없이 가치가 상승했는데, 미국 달러와 비교하여 8%가 증가하였다. 동시에 인플레이션을 증가시킨 이 상승은, 교환의 매체로서나 저장품의 가치로서 아프가니를 사용하는 인구의 큰 의지가 나타나는 것처럼 보인다. 행정 조치의 사용 촉진을 겨냥한 이 추세는 새 화폐의 도입부터 상대적인 환율의 안정성에 기인하는듯 했는데, 가게 주인은 반드시 상품을 아프가니로 가격을 매겨야 한다는 요구같은 것이다. 기증자들은 더욱더 미국 달러 대신에 아프가니로 지불을 했고 이것은 널리 받아들여지고 있는 것으로 보인다.
10월 1일, 아프가니스탄 중앙은행 총재인 앤워 울 하크 아하디(Anwar Ul-Haq Ahadi)는 아프가니스탄인 들은 미국 달러 또는 파키스탄 루피보다는 오히려 아프가니 화(貨)를 일일 거래에 써야 된다고 알렸다. 이것은 아프가니스탄 장터에서의 모든 가격이 아프가니로 명시한 10월 8일의 준비였다.

### 2021-현재
탈레반이 점령한 후, 아프가니스탄의 해외 자산은 동결되었다. IMF는 8월에 4억 5천만 달러의 출자를 막았다. 그 후, 아프가니스탄의 가치는 떨어졌다. 탈레반은 아프가니스탄을 국가 입찰로 사용하는 것을 장려하기 위해 모든 외국 통화를 금지했다.

## 동전
1952년, 알루미늄 25 풀과 니켈 도금 강철 50 풀 동전이 도입되었고 뒤이어 알루미늄 2, 5 아프가니가 1958년에, 니켈 도금 강철 1, 2, 5 아프가니 동전이 1963년에 도입되었다. 1973년, 아프가니스탄 공화국은 황동 도금 강철 25 풀, 구리 도금 강철 50 풀과 백동 도금 강철 5 아프가니 동전을 발행했다. 1978년에서 1980년 사이, 뒤이어 아프가니스탄 민주 공화국의 발행물은 알루미늄 청동 25, 50 풀과 백동 1, 2, 5 아프가니로 구성되어 있었다.
2005년, 동전은 1, 2, 5 아프가니의 종류로 도입되었다.

## 지폐

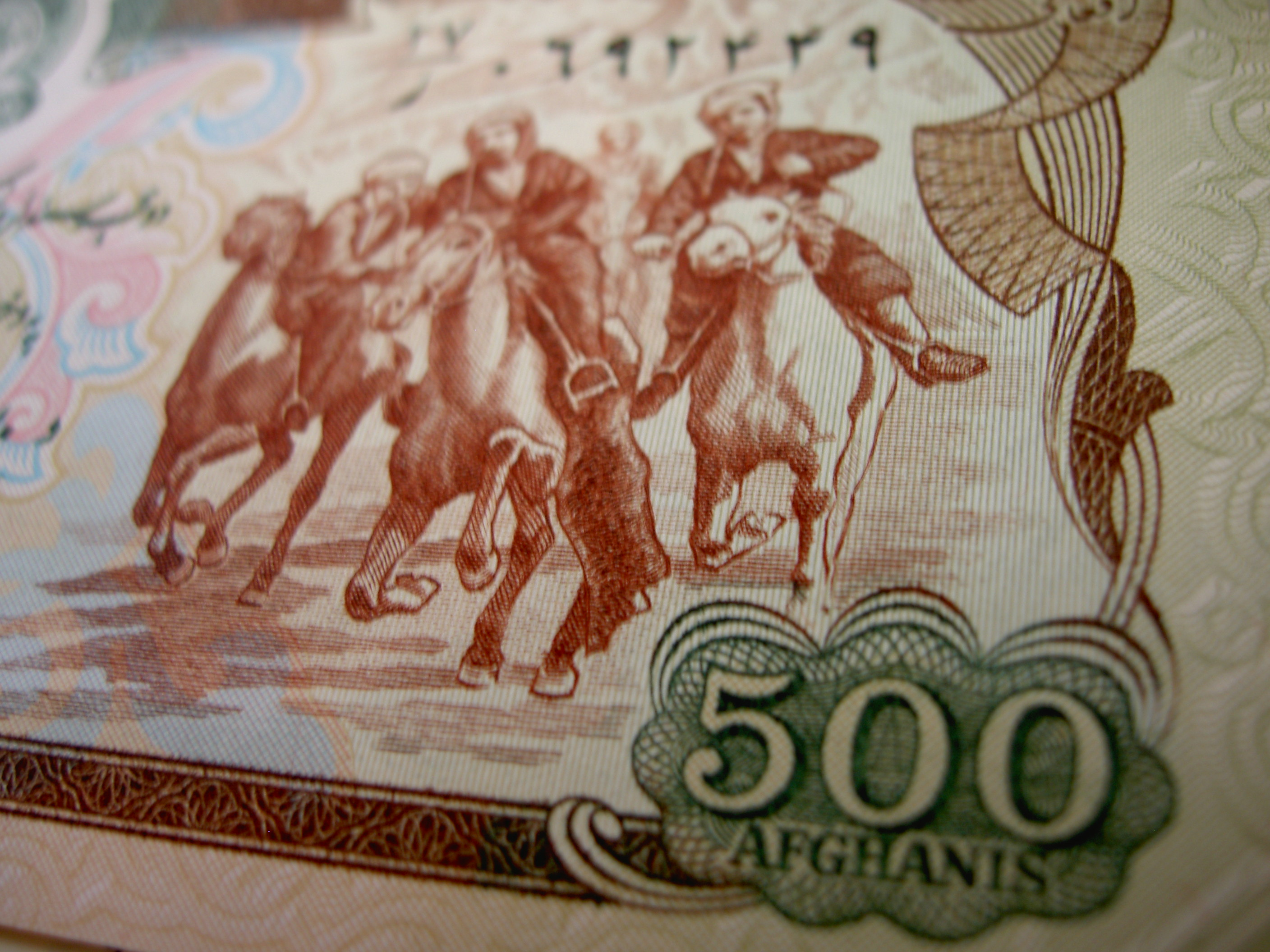
Closeup of an Afs. 500 note issued in 1990, featuring a picture of men playing Buzkashi

1925년에서 1928년 사이, 법정 지폐는 5, 10, 50 아프가니의 단위로 도입되었다. 1936년, 2, 20, 100 아프가니 지폐가 추가되었다. 아프가니스탄 은행이 지폐 발행권을 1939년에 이어 받았고 2, 5, 10, 20, 50, 100, 500, 1000 아프가니 지폐를 발행했다. 2, 5 아프가니 지폐는 1958년에 동전으로 대체되었다. 1993년, 5000, 10,000 아프가니 지폐가 도입되었다.

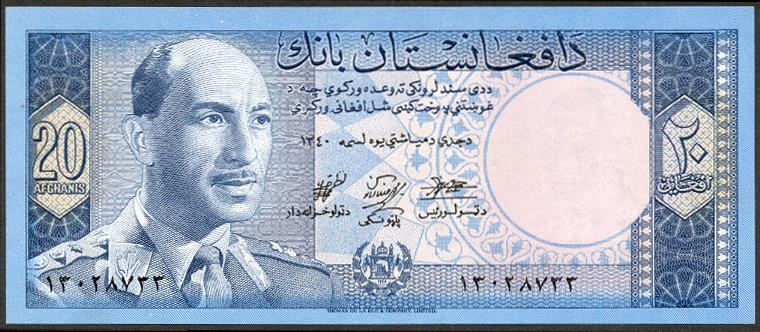
Afs. 20 banknote during the monarchy, front (1963)
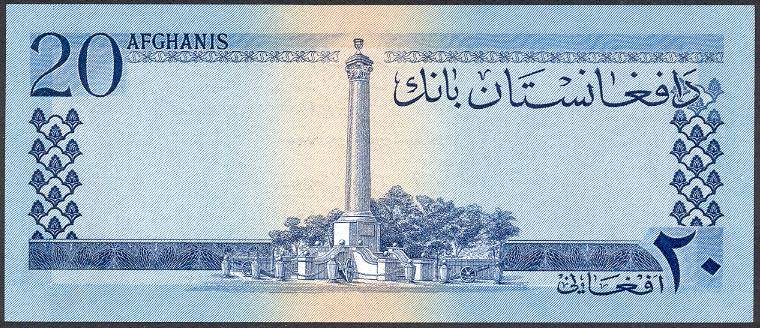
Afs. 20 banknote during the monarchy, back (1963)
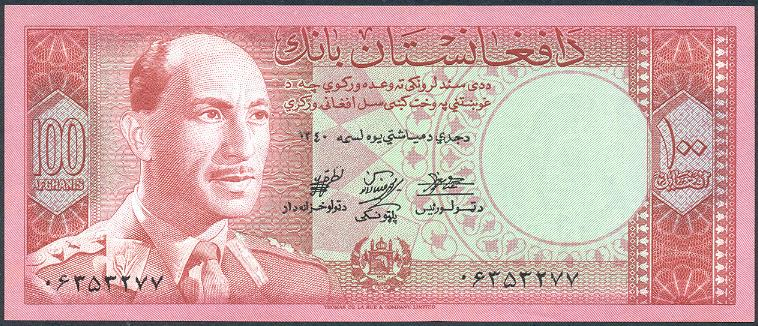
Afs. 100 banknote during the monarchy, front (1963)
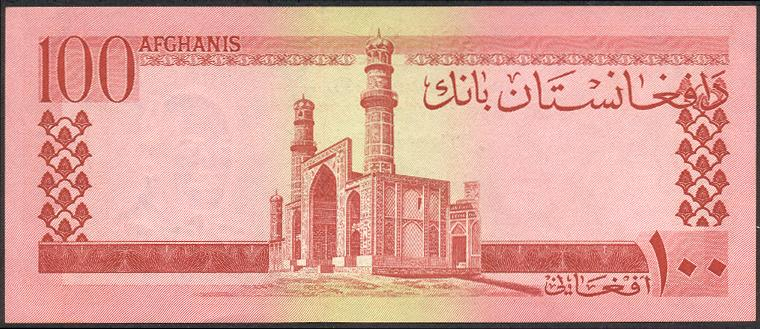
Afs. 100 banknote during the monarchy, back (1963)

2002년, 지폐는 1, 2, 5, 10, 20, 50, 100, 200, 500, 1000 아프가니의 종류로 도입되었다. 1, 2, 5 아프가니 지폐는 2005년에 동전으로 대체되었다.
| 2002 시리즈 | 2002 시리즈 | 2002 시리즈   | 2002 시리즈 | 2002 시리즈 | 2002 시리즈              | 2002 시리즈                  | 2002 시리즈        | 2002 시리즈     |
| 그림        | 그림        | 가치          | 크기        | 색          | 설명                     | 설명                         | 날짜               | 날짜            |
| 앞면        | 뒷면        | 가치          | 크기        | 색          | 앞면                     | 뒷면                         | 인쇄               | 발행            |
| ----------- | ----------- | ------------- | ----------- | ----------- | ------------------------ | ---------------------------- | ------------------ | --------------- |
|             |             | 1 아프가니    | 131 × 55 mm | 분홍색      | 아프가니스탄 은행의 문장 | 마자리샤리프에 있는 모스크   | 2002년 (AH 1381년) | 2002년 10월 7일 |
|             |             | 2 아프가니    | 131 × 55 mm | 파란색      | 아프가니스탄 은행의 문장 | 파그만 정원(Paghman Gardens) | 2002년 (AH 1381년) | 2002년 10월 7일 |
|             |             | 5 아프가니    | 131 × 55 mm | 갈색        | 아프가니스탄 은행의 문장 | 발라 히사르                  | 2002년 (AH 1381년) | 2002년 10월 7일 |
|             |             | 10 아프가니   | 136 × 56 mm | 옐로 그린색 |                          | 파그만 정원(Paghman Gardens) | 2002년 (AH 1381년) | 2002년 10월 7일 |
|             |             | 20 아프가니   | 140 × 58 mm | 갈색        |                          | 아그(Arg)왕의 궁전           | 2002년 (AH 1381년) | 2002년 10월 7일 |
|             |             | 50 아프가니   | 144 × 60 mm | 다크 그린   |                          |                              | 2002년 (AH 1381년) | 2002년 10월 7일 |
|             |             | 100 아프가니  | 148 × 62 mm | 보라색      |                          | 보스트 호(弧)(Arc of Bost)   | 2002년 (AH 1381년) | 2002년 10월 7일 |
|             |             | 500 아프가니  | 152 × 64 mm | 파란색      |                          | 칸다하르 공항 타워           | 2002년 (AH 1381년) | 2002년 10월 7일 |
|             |             | 1000 아프가니 | 156 × 66 mm | 주황색      |                          | 아마드 샤 두라니의 무덤      | 2002년 (AH 1381년) | 2002년 10월 7일 |

## 환율
1950년 이후 아프가니스탄의 달러 대비 환율은 다음과 같다.
| 아프가니 환율 (LCU in USD) | 아프가니 환율 (LCU in USD) | 아프가니 환율 (LCU in USD) |
| 날짜                       | 자유시장 환율              | 공식 환율                  |
| -------------------------- | -------------------------- | -------------------------- |
| 1950                       | 39.0                       |                            |
| 1960                       | 40.8                       | 17.7                       |
| 1970                       | 84.8                       | 39.9                       |
| 1980                       |                            | 39.2                       |
| 2003                       | 49.0                       | 49.0                       |
| 2010                       | 45.2                       | 45.2                       |
| 2019                       | 75                         | 75                         |
| 2021                       | 85                         | 85                         |

## 같이 보기
- 아프가니스탄의 경제